# Willem Wissing
Willem Wissing (Amsterdam, 1656 – Stamford, 10 settembre 1687) è stato un pittore olandese, principalmente ritrattista.

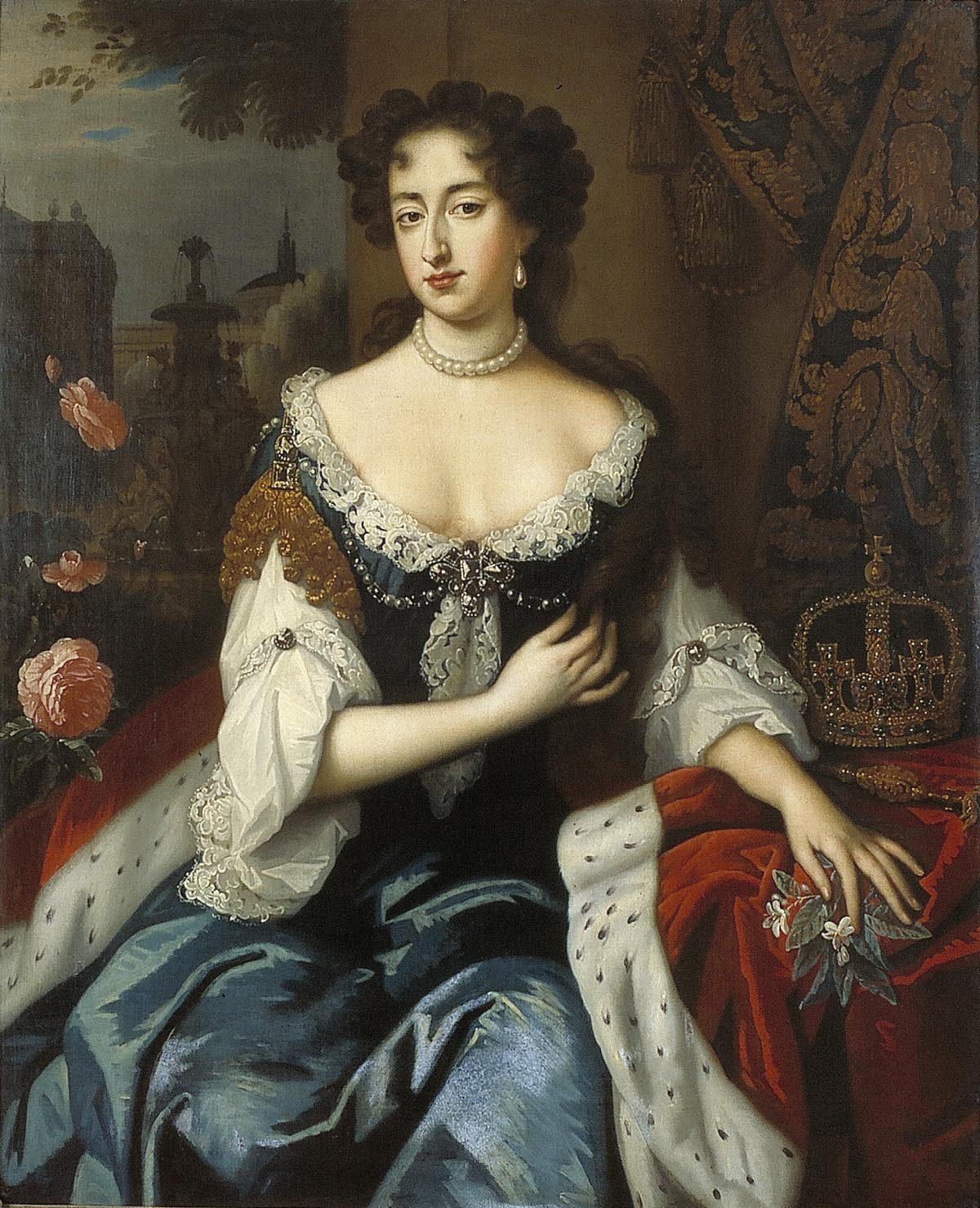
Ritratto della regina Maria II d'Inghilterra.

Wissing, nato ad Amsterdam, studiò a L'Aia, presso Willem Doudijns (1630-1697) e Arnoldus van Ravestyn (1615-1690). Nel 1676 si trasferì a Londra e lavorò come assistente di sir Peter Lely, primo pittore di corte del re d'Inghilterra Carlo II Stuart. Dopo la morte di Lely nel 1680, Wissing era considerato come il suo allievo migliore. Nonostante questo la carica di primo pittore di corte passò a Godfrey Kneller, l'unico rivale di Wissing nel campo della ritrattistica. In ogni caso Wissing ritrasse numerosi personaggi di spicco della sua epoca, come re Carlo II, le regine Caterina di Braganza e Maria Beatrice d'Este, il duca James Crofts, e il conte di Rochester.
Nel 1685, sotto il regno di Giacomo II Stuart, Wissing fu mandato nei Paesi Bassi per ritrarre il cognato di Giacomo II, Guglielmo d'Orange e la figlia di Giacomo II, Maria II.
Wissing si spense nel 1687.